# 111818 Deforest
111818 Deforest este un asteroid din centura principală de asteroizi.

## Descriere
111818 Deforest este un asteroid din centura principală de asteroizi. A fost descoperit pe 17 februarie 2002 la Needville de Joseph A. Dellinger și William G. Dillon. Asteroidul prezintă o orbită caracterizată de o semiaxă mare de 3,02 ua, o excentricitate de 0,28 și o înclinație de 3,2° în raport cu ecliptica.